# Інарцо
Інарцо (італ. Inarzo) — муніципалітет в Італії, у регіоні Ломбардія, провінція Варезе.
Інарцо розташоване на відстані близько 530 км на північний захід від Рима, 55 км на північний захід від Мілана, 9 км на південний захід від Варезе.
Населення — 1091 особа (2014).
Покровитель — святий Петро.

## Демографія
Населення за роками:

Станом на 1 січня 2023 року в муніципалітеті офіційно проживало 49 іноземців з 18 країн, серед них 19 громадян країн Євросоюзу та 1 громадянин України.

## Сусідні муніципалітети
- Б'яндронно
- Бодіо-Ломнаго
- Казале-Літта
- Каццаго-Браббія
- Тернате
- Варано-Боргі